# 旧三井物産門司支店
旧三井物産門司支店（きゅうみついぶっさんもじしてん）は、福岡県北九州市門司区にある建築物（近代化遺産）である。所有法人の変遷により門鉄ビル、JR九州第1庁舎などと呼称され、北九州市の取得後は旧JR九州本社ビルという名称で管理、また同名称で日本遺産の認定を受けている。

## 概要
三井物産門司支店として、アメリカで建築を学んだ松田軍平が設計し清水組が施工、1937年（昭和12年）に完成した。鉄筋コンクリート造地上6階建ての「アメリカ式高層オフィスビル」である当ビルは、建設当時九州一の高層ビルだった。
財閥解体に伴い日本国有鉄道へ売却後、門司鉄道管理局や九州総局など九州地区を統括する拠点が入居し、国鉄分割民営化によるJR発足後は引き続きJR九州北九州本社として使用されたが、2001年（平成13年）にJR九州が本社機能を福岡市へ移転統合、2002年（平成14年）に当ビルの解体方針が発表された。
北九州市では門司港レトロ地区の近代化遺産でもある当ビルを保存するため同社と協議を重ね、2005年（平成17年）12月に当ビルと北九州市の市有地の等価交換が成立、当ビルは北九州市の所有施設となり、2010年（平成22年）7月から耐震補強と内部の改修工事を実施した上で、2011年（平成23年）からビル1階で資料館やアンティークカフェが営業を開始した。
北九州市はビル全体の再活用を目指し、2019年（令和元年）に「旧JR九州本社ビル活用事業」の事業者を公募、11月に香港の投資企業であるオデッセイ・キャピタル・グループを活用事業の優先交渉権者に選定した。オデッセイが提出した企画書では、約30億円かけてビルを100室規模のブティックホテルに改装しレストランやカフェベーカリーを併設、設計はビルの設計者である松田軍平が設立した松田平田設計、運営は香港の高級ホテルグループ「ワーフホテルズ」が担うとされた。
2020年（令和2年）2月にはホテル開発を担う特別目的会社「Mojiko Developments合同会社」が設立、北九州市と無償での市有財産使用貸借契約を締結した。改装工事には2022年（令和4年）春に着工し、同年度内の開業を予定していたが、使用賃借契約後3年間にわたり工事契約などの進捗が見られず、北九州市は2023年（令和5年）にオデッセイとMojiko Developmentsへ事業進捗の確認を求める催告通知書を送付、オデッセイ側は物価高騰のため資金調達ができず事業を断念すると回答し、12月5日付で市有財産使用貸借契約の解約と活用事業における交渉を終了することで合意した。
オデッセイとの契約解除を受けて、北九州市は建物の外観保存を条件として、建物は貸借または売却（北九州市の買取特約付）、土地は定期貸出の条件で再度事業者を公募する方針を示している。

## 歴史
- 1937年（昭和12年） - 三井物産門司支店として建設される[7]。
- 1949年（昭和24年） - 戦後の財閥解体に伴い、日本国有鉄道（国鉄）に売却[6]。JR発足まで門司鉄道管理局、九州総局など九州の鉄道の拠点として使用された[12]
- 1987年（昭和62年）4月 - 国鉄分割民営化に伴い、九州旅客鉄道（JR九州）北九州本社と日本貨物鉄道（JR貨物）九州支社として使用を開始する[7]。
- 2001年（平成13年） - JR九州北九州本社が福岡市にある福岡本社と統合され、同社の現業部門が当ビルから撤退する。
- 2002年（平成14年） - JR九州が当ビル解体の方針を表明する[7]。
- 2005年（平成17年）12月 - JR九州と北九州市との間で市有地と等価交換する形で当ビルが譲渡される[6][7]。
- 2010年（平成22年）7月から、耐震補強と内部の改修工事を実施する。また、1 - 2階部分にアートギャラリーや音楽ホールおよび門司港歴史資料室が入居する予定が発表される[6][8]。
- 2011年（平成23年）4月3日 - 「関門海峡らいぶ館」が開館する[13]。
- 2011年（平成23年）10月15日 - 1階部分にアンティーク雑貨なども販売する、カフェUMINEKO（ウミネコ）が開業する[9]。
- 2019年（令和元年）8月 - 北九州市がビルの再活用を行う「旧JR九州本社ビル活用事業」の事業者を公募[7]。
- 2019年（令和元年）11月 - 香港の投資企業であるオデッセイ・キャピタル・グループが活用事業の優先交渉権者に選定[7]。オデッセイが提出した企画書では、約30億円かけてビルを100室規模のホテルに改装し、レストランやカフェベーカリーを併設する[7]。設計はビルの設計者である松田軍平が設立した松田平田設計、運営は香港の高級ホテルグループ「ワーフホテルズ」が担う[7]。

## ギャラリー

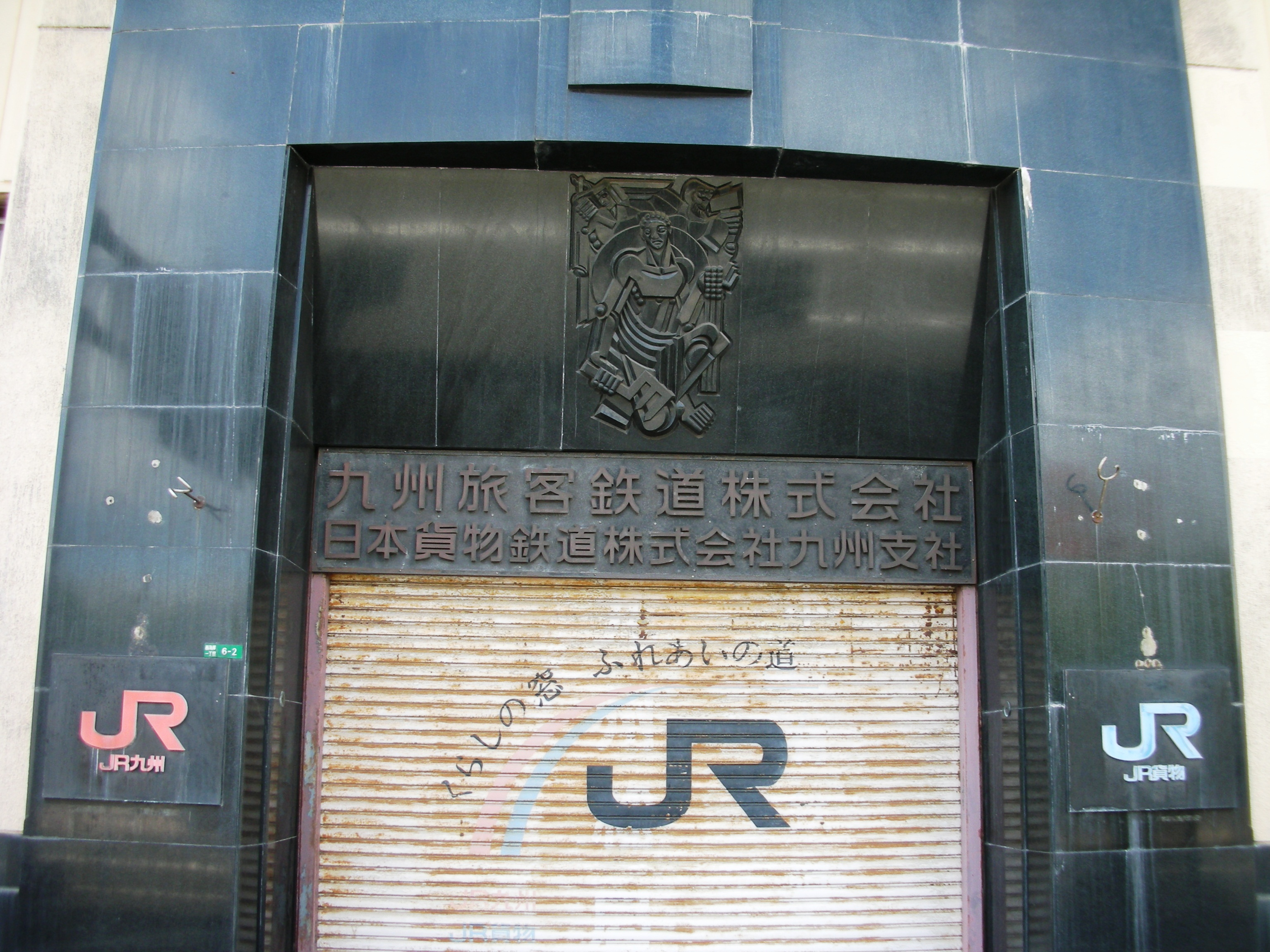
エントランス部
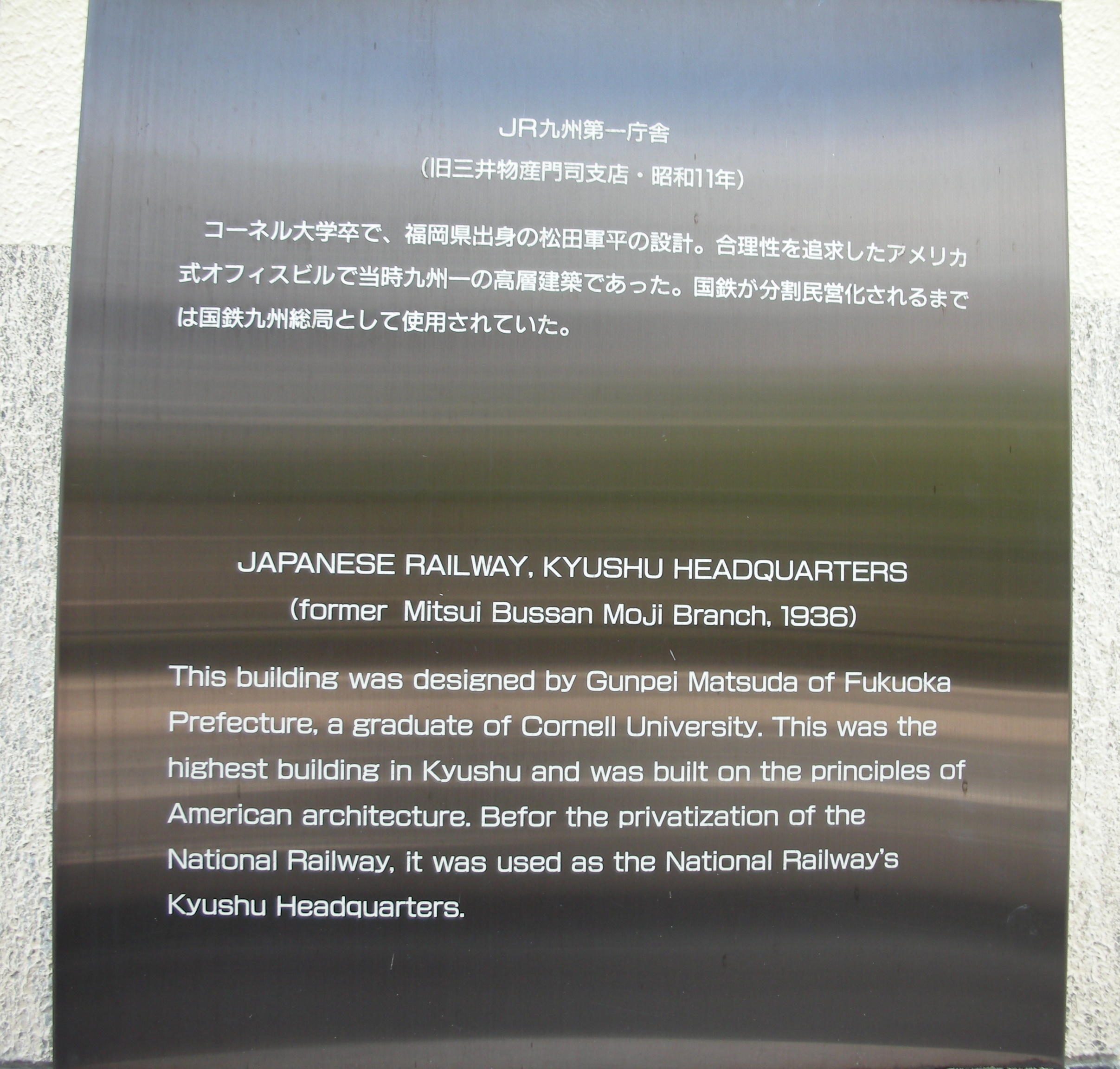
説明板